# CJ Egan-Riley
Conrad Jaden Egan-Riley (Manchester, 2 januari 2003) is een Engels voetballer die sinds juli 2025 voor Olympique Marseille speelt.

## Clubcarrière
Egan-Riley sloot zich op zevenjarige leeftijd aan bij Manchester City. Op 21 september 2021 maakte hij zijn officiële debuut in het eerste elftal van de club: in de League Cup-wedstrijd tegen Wycombe Wanderers, die Manchester City met 6-1 won, speelde hij de volledige wedstrijd mee. Pep Guardiola stelde hem in deze wedstrijd op als rechtsback. Ook in de terugwedstrijd van de achtste finale van de Champions League kreeg hij een basisplaats, weliswaar nadat Manchester City de heenwedstrijd tegen Sporting Lissabon met 0-5 had gewonnen. Ook ditmaal speelde hij als rechtsback de volledige wedstrijd. Op 8 mei 2022 debuteerde hij in de Premier League: op de 36e competitiespeeldag liet Guardiola hem in de 5-0-zege tegen Newcastle United in de 87e minuut invallen voor centrale verdediger Aymeric Laporte.
In juli 2022 ondertekende hij een vierjarig contract bij Burnley FC, de club waar Manchester City-legende Vincent Kompany pas trainer was geworden. In tegenstelling tot Taylor Harwood-Bellis, die van Manchester City gehuurd werd, maakte Egan-Riley de definitieve overstap naar The Clarets.
In de eerste helft van het seizoen kwam hij nauwelijks aan spelen toe: in de League Cup kreeg hij weliswaar basisplaatsen tegen Shrewsbury Town en Crawley Town, maar in de Championship kwam hij niet verder dan een handvol minuten tegen Wigan Athletic en Swansea City en een kwartier tegen Reading FC. Op 30 januari 2023 maakte Burnley dan ook bekend dat Egan-Riley voor de rest van het seizoen werd verhuurd aan de Schotse eersteklasser Hibernian FC.